# Major League Baseball draft 2017
Il Major League Baseball draft 2017 si è tenuto tra il 12 e il 14 giugno 2017. Le prime 36 scelte, incluso il primo giro e le scelte compensatorie, sono state trasmesse in diretta da MLB Network il 12 giugno, mentre le scelte rimanenti sono state trasmesse in streaming su MLB.com il 13 e il 14 giugno.
I Minnesota Twins erano in possesso della prima scelta avendo avuto il record peggiore nella stagione 2016. Le scelte compensatorie sono state distribuite alle squadre che non sono riuscite a far firmare un contratto a un giocatore scelto nel draft del 2016. Inoltre, quattordici squadre hanno partecipato a un sorteggio per aggiudicarsi delle scelte aggiuntive per il bilanciamento competitivo: sei squadre hanno avuto la propria scelta aggiuntiva nel primo giro, mentre le altre otto dopo il secondo giro.

## Scelte
| Il giocatore non ha firmato un contratto |

| Scelta | Giocatore      | Squadra               | Posizione    |
| ------ | -------------- | --------------------- | ------------ |
| 1      | Royce Lewis    | Minnesota Twins       | Interbase    |
| 2      | Hunter Greene  | Cincinnati Reds       | Lanciatore   |
| 3      | MacKenzie Gore | San Diego Padres      | Lanciatore   |
| 4      | Brendan McKay  | Tampa Bay Rays        | Prima base   |
| 5      | Kyle Wright    | Atlanta Braves        | Lanciatore   |
| 6      | Austin Beck    | Oakland Athletics     | Esterno      |
| 7      | Pavin Smith    | Arizona Diamondbacks  | Prima base   |
| 8      | Adam Haseley   | Philadelphia Phillies | Esterno      |
| 9      | Keston Hiura   | Milwaukee Brewers     | Seconda base |
| 10     | Jordon Adell   | Los Angeles Angels    | Esterno      |
| 11     | Jake Burger    | Chicago White Sox     | Terza base   |
| 12     | Shane Baz      | Pittsburgh Pirates    | Lanciatore   |
| 13     | Trevor Rogers  | Miami Marlins         | Lanciatore   |
| 14     | Nick Pratto    | Kansas City Royals    | Prima base   |
| 15     | J.B. Bukauskas | Houston Astros        | Lanciatore   |
| 16     | Clarke Schmidt | New York Yankees      | Lanciatore   |
| 17     | Evan White     | Seattle Mariners      | Prima base   |
| 18     | Alex Faedo     | Detroit Tigers        | Lanciatore   |
| 19     | Heliot Ramos   | San Francisco Giants  | Esterno      |
| 20     | David Peterson | New York Mets         | Lanciatore   |
| 21     | D.L. Hall      | Baltimore Orioles     | Lanciatore   |
| 22     | Logan Warmoth  | Toronto Blue Jays     | Interbase    |
| 23     | Jeren Kendall  | Los Angeles Dodgers   | Esterno      |
| 24     | Tanner Houck   | Boston Red Sox        | Lanciatore   |
| 25     | Seth Romero    | Washington Nationals  | Lanciatore   |
| 26     | Bubba Thompson | Texas Rangers         | Esterno      |
| 27     | Brendon Little | Chicago Cubs          | Lanciatore   |

### Turno compensativo
| Scelta | Giocatore         | Squadra           | Posizione  |
| ------ | ----------------- | ----------------- | ---------- |
| 28     | Nate Pearson      | Toronto Blue Jays | Lanciatore |
| 29     | Christopher Seise | Texas Rangers     | Interbase  |
| 30     | Alex Lange        | Chicago Cubs      | Lanciatore |

### Turno di bilanciamento competitivo A
| Scelta | Giocatore      | Squadra           | Posizione  |
| ------ | -------------- | ----------------- | ---------- |
| 31     | Drew Rasmussen | Tampa Bay Rays    | Lanciatore |
| 32     | Jeter Downs    | Cincinnati Reds   | Interbase  |
| 33     | Kevin Merrell  | Oakland Athletics | Interbase  |
| 34     | Tristen Lutz   | Milwaukee Brewers | Esterno    |
| 35     | Brent Rooker   | Minnesota Twins   | Esterno    |
| 36     | Brian Miller   | Miami Marlins     | Esterno    |

### Altre scelte degne di nota
| Turno | Scelta | Giocatore       | Squadra               | Posizione  |
| ----- | ------ | --------------- | --------------------- | ---------- |
| 2     | 47     | Griffin Canning | Los Angeles Angels    | Lanciatore |
| 2     | 49     | Gavin Sheets    | Chicago White Sox     | Prima base |
| 2     | 55     | Sam Carlson     | Seattle Mariners      | Lanciatore |
| B     | 68     | Daulton Varsho  | Arizona Diamondbacks  | Ricevitore |
| B     | 74     | Zac Lowther     | Baltimore Orioles     | Lanciatore |
| 3     | 84     | KJ Harrison     | Milwaukee Brewers     | Ricevitore |
| 6     | 173    | Dalton Guthrie  | Philadelphia Phillies | Interbase  |
| 7     | 214    | Chase Pinder    | St. Louis Cardinals   | Esterno    |
| 8     | 249    | Kacy Clemens    | Toronto Blue Jays     | Prima base |
| 10    | 313    | Trey Turner     | Washington Nationals  | Lanciatore |
| 19    | 577    | C.J. Van Eyk    | New York Mets         | Lanciatore |
| 29    | 872    | Tristan Beck    | New York Yankees      | Lanciatore |

### Annotazioni
Scelte compensative
1. ↑  Scelta compensativa per la firma di Edwin Encarnación con i Cleveland Indians
2. ↑  Scelta compensativa per la firma di Ian Desmond con i Colorado Rockies
3. ↑  Scelta compensativa per la firma di Dexter Fowler con i St. Louis Cardinals